# Josep Ayats Surribas
Josep Ayats Surribas (Olot, 14 de novembre de 1886 - Madrid, 1949) fou un polític català, diputat a les Corts Espanyoles durant la Segona República 

## Biografia
Militant tradicionalista, entre 1910 i 1911 fou director a Girona del diari carlí El Norte. Fou secretari de la Cambra de Comerç de Barcelona. L'any 1922 s'incorporà al Partit Social Popular amb altres antics carlins, mauristes i demòcrata-cristians.
Va donar suport a la dictadura de Primo de Rivera i formà part de l'Assemblea Nacional Consultiva el 1927. Després milità a la Dreta Liberal Republicana i fou diputat per la província de Girona a les eleccions generals espanyoles de 1931 i 1933. Oposat al nacionalisme d'ERC, el 1934 formà part del comitè d'Acció Popular Catalana i el 1935 fou nomenat subsecretari del Ministeri de Treball, sota les ordres del ministre Josep Oriol Anguera de Sojo. A les eleccions generals espanyoles de 1936 es presentà pel Front Català d'Ordre, però no fou escollit.